# Парк закоханих (Єреван)
Парк зако́ханих — громадський парк у столиці Вірменії — Єревані. Розташований на проспекті Баграмяна (по сусідству з однойменною станцією метро). Він є одним з улюблених місць відпочинку для городян. Тут завжди людно. 
Парк на цьому місці існував ще в XVIII столітті. У ті часи він виник поруч з каплицею і прилеглим до неї середньовічним кладовищем. Після закінчення Другої світової війни це місце було відоме як Пушкінський сад або Парк Пушкіна, а теперішня назва закріпилося за ним відносно недавно — в 1995 році. Багато жителів Єревана розповідають, що дана вона зовсім не випадково: існувала традиція приходити сюди з коханою людиною на перший поцілунок. 
Площа «Парку закоханих» становить 2,5 гектара. Парк приваблює чудовим ландшафтним дизайном, безліччю тихих місць, прихованих від сторонніх очей, а також зручними лавками, яких на території дуже багато. У парку є невелике штучне озеро, а також кілька ставків і навіть невеликий водоспад. У темний час доби працює декоративне освітлення. Крім того, тут чимало дивовижних скульптур. 
Фотографуватися в цьому чудовому місці дуже часто приїжджають молодята. Дуже подобається в «Парку закоханих» і дітям: для них тут навіть є спеціальний куточок, де можуть спробувати себе в розфарбовуванні гіпсових фігурок. 
В 2008 році в парку проходили масштабні реставраційні роботи. Тепер його територія упорядкована, крім того, розпочало свою роботу кав'ярня просто неба. З 2010 року «Парк закоханих» прикрашає статуя поета Геворга Еміна. Також тут є амфітеатр, де регулярно проходять концерти та інші святкові заходи. 
Вхід у парк вільний, проте територія завжди доглянута і перебувати на ній безпечно: парк охороняється, а за його чистотою уважно стежать співробітники. Наявний тут також безкоштовний Wi-Fi. Неподалік від парку розташований Парламент Вірменії і резиденція Президента країни. Через двори звідси можна швидко вийти у центр міста.